# Tupolev Tu-4
Tupolev Tu-4 (Tên hiệu NATO: Bull) là một Máy bay ném bom chiến lược dùng động cơ piston của Liên Bang Xô Viết đã phục vụ trong Không quân Xô viết từ cuối thập niên 1940 tới giữa thập niên 1960. Đây là một phiên bản sao chép của chiếc Boeing B-29 Hoa Kỳ.

## Thiết kế và phát triển

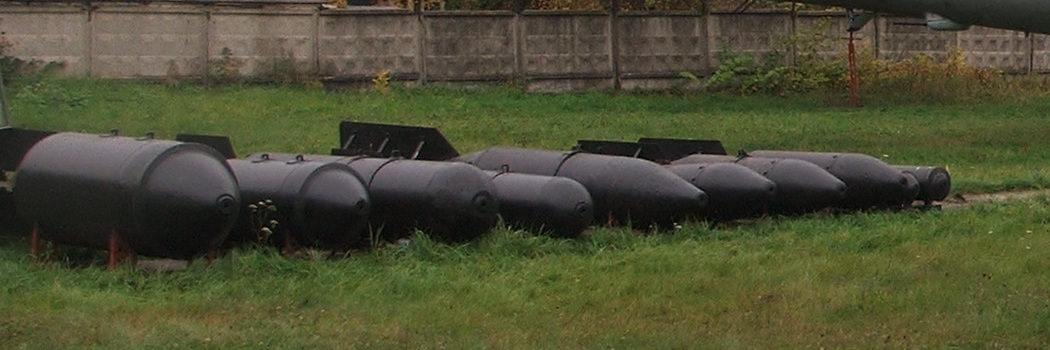
Những cỡ bom mà Máy Bay Ném Bom Tu-4 sử dụng trong Chiến tranh thế giới thứ hai

Tới cuối cuộc Chiến tranh thế giới thứ hai, Liên bang Xô viết đã nhận thấy nhu cầu về khả năng ném bom chiến lược tương tự khả năng của Không lực Hoa Kỳ. Người Mỹ thường xuyên tiến hành các cuộc ném bom rải thảm vào Nhật Bản, hầu như ngay phía sân sau Liên bang Xô viết, từ các căn cứ không quân xa xôi ở Thái Bình Dương bằng những chiếc máy bay B-29 Superfortress. Stalin đã ra lệnh phát triển một loại máy bay ném bom tương tự.
Hoa Kỳ đã từ chối cung cấp những loại máy bay ném bom hạng nặng (B-17, B-24 và B-29) cho Liên bang Xô viết theo thoả thuận Cho Thuê-Cho mượn, dù người Xô viết đã nhiều lần lặp lại yêu cầu này. Tuy nhiên, ở ba thời điểm trong năm 1944, những chiếc máy bay B-29 riêng lẻ đã buộc phải hạ cánh khẩn cấp trên lãnh thổ Liên Xô sau những cuộc ném bom vào vùng Mãn Châu thuộc quyền quản lý của Nhật Bản và vào chính nước này. Theo tình trạng trung lập của Liên Xô trong cuộc Chiến tranh Thái Bình Dương, những chiếc máy bay này bị người Nga giữ lại, cho dù có nhiều yêu cầu đòi trao trả của Hoa Kỳ. Phòng thiết kế Tupolev đã tháo rời và nghiên cứu chúng, và Stalin đã ra lệnh cho Tupolev cùng phòng thiết kế của ông tiến hành sao chép những chiếc B-29 cho tới những chi tiết nhỏ nhất, và đưa ra một bản thiết kế sẵn sàng cho việc sản xuất hàng loạt trong thời gian sớm nhất. Tupolev sao chép lại chi tiết tới từng chiếc bulông khi có thể và mô phỏng tất cả các chi tiết kỹ thuật cần thiết từ chiếc B-29.
Người Xô viết đã sử dụng một động cơ khác, Shvetsov ASh-73, có một số chi tiết tương tự như động cơ Wright R-3350 trên chiếc Superfortress nhưng không hoàn toàn giống hệt. Các tháp pháo điều khiển từ xa cũng được thiết kế lại để phù hợp với loại pháo 23mm Xô viết.
Liên bang Xô viết sử dụng hệ đo lường mét, vì thế không kiếm đâu ra được các tấm nhôm 1/16 inch và các loại đinh tán có chiều dài tương thích với nó. Tấm kim loại theo hệ mét tương đương dày hơn; và vì thế chiếc Tu-4 nặng hơn chiếc B-29, làm giảm trọng lượng chất tải.
Chiếc Tu-4 cất cánh lần đầu ngày 19 tháng 5 năm 1947. Việc chế tạo hàng loạt lập tức diễn ra, và nó bắt đầu đi vào phục vụ ở mức độ lớn năm 1949. Việc Tu-4 đi vào hoạt động đặt Không quân Hoa Kỳ trước một mối nguy hiển nhiên, bởi chiếc Tu-4 có tầm hoạt động đủ để tấn công Chicago, Los Angeles, và Thành phố New York với chất tải đủ cho phi vụ một chiều. Một số nỗ lực hạn chế nhằm phát triển các hệ thống tiếp dầu trên không để tăng tầm hoạt động cho loại máy bay này, nhưng chúng chỉ được trang bị trên một số chiếc máy bay.
Năm 1967 Trung Quốc đã cố gắng phát triển chiếc máy bay Cảnh báo Sớm Trên không đầu tiên của họ, dựa trên chiếc Tu-4. Dự án này được đặt tên KJ-1, với một vòm quay Type 843 lắp phía trên đỉnh. Tuy nhiên radar và thiết bị quá nặng và KJ-1 không đạt các yêu cầu của Không quân Quân đội Giải phóng Nhân dân, vì thế dự án đã bị huỷ bỏ năm 1971.

## Lịch sử hoạt động
847 chiếc Tu-4 đã được chế tạo ở Liên bang Xô viết khi việc sản xuất chấm dứt năm 1952, một số chiếc đã được chuyển giao cho Trung Quốc hồi cuối thập niên 1950. Nhiều biến thể thực nghiệm đã được chế tạo và những kinh nghiệm quý báu có được đã giúp phát triển chương trình máy bay ném bom chiến lược Xô viết. Những chiếc Tu-4 được cho ngừng hoạt động trong thập niên 1960, được thay thế bằng loại máy bay hiện đại hơn, Tupolev Tu-95 (bắt đầu năm 1956) và Tupolev Tu-16 (bắt đầu năm 1954). Đầu thập niên 1960, những chiếc Tu-4 duy nhất còn lại ở Liên Xô được dùng trong vận tải hàng không và như các phòng thí nghiệm trên không.

## Biến thể
Tu-4Phiên bản sản xuất chính.
Tu-4 AWACSNguyên mẫu Trung Quốc với KJ-1 AEWC, radar "AWACS" và sử dụng động cơ tuốc bin phản lực cánh quạt Ivchenko AI-20K.
Tu-70Biến thể chở khách, không bao giờ tới giai đoạn chế tạo hàng loạt.
Tu-75Biến thể chở hàng, không bao giờ tới giai đoạn chế tạo hàng loạt.
Tu-80Biến thể ném bom, không bao giờ tới giai đoạn chế tạo hàng loạt.
Tu-85Biến thể ném bom, không bao giờ tới giai đoạn chế tạo hàng loạt.

## Bên sử dụng
- Trung Quốc
- Liên Xô

## Những chiếc còn lại
Tu-4 4114 (c/n 286501), ex-KJ-1 AEWC, "4114"
Lưu giữ tại Datangshan, Trung Quốc 
Tu-4 4134 (c/n 2205008), "4134"
Lưu giữ tại Datangshan, Trung Quốc 
Tu-4 không rõ (c/n 2805103), "01"
Lưu giữ tại Bảo tàng Không quân Trung ương, Monino, Nga 
Có một số báo cáo không được xác nhận về một số khung máy bay còn tồn tại khác.

## Tiêu chuẩn kỹ thuật (Tu-4)

### Đặc điểm chung
- Phi đội: 11 người
- Chiều dài: 30.18 m (99 ft)
- Sải cánh: 43.05 m (141 ft)
- Chiều cao: 8.46 m (27 ft)
- Diện tích cánh: 161.7 m² (1.743 ft²)
- Trọng lượng rỗng: 35.270 kg (77.594 lb)
- Trọng lượng chất tải: 46.700 kg (102.950 lb)
- Trọng lượng cất cánh tối đa: 65.000 kg (143.000 lb)
- Động cơ: 4 động cơ tuốc bin phản lực cánh quạt Shvetsov ASh-73TK, 1.790 kW (2.400 hp) mỗi chiếc

### Đặc điểm bay
- Tốc độ tối đa: 558 km/h ở độ cao 10.250 m (33.600 ft) (349 mph)
- Tầm hoạt động: 6.200 km (với 3.000 kg (6.600 lb) bom) (3.875 mi)
- Trần bay: 11.200 m (36.700 ft)
- Tốc độ lên: m/s (ft/min)
- Chất tải cánh: 400 kg/m² (82 lb/ft²)
- Lực đẩy/Trọng lượng: 0.11 kW/kg (0.07 hp/lb)

### Trang bị vũ khí
- Súng: 10× pháo máy bay 23 mm Nudelman-Suranov NS-23, hai khẩu tại bốn tháp pháo bên và hai tại tháp pháo đuôi
- Bom:
  - 6× 1.000 kg (2.200 lb) bom hay
  - 1× bom nguyên tử (Tu-4A) hay
  - 2× tên lửa tầm xa KS-1 (Tu-4K)

## Chủ đề liên quan
- Liên quan
  - B-29 Superfortress
  - Tupolev Tu-70
  - Tupolev Tu-75
  - Tupolev Tu-80
  - Tupolev Tu-85
- Máy bay tương tự
  - B-32 Dominator
  - Avro Lincoln
  - Messerschmitt Me 264
- Dãy
  - Tu-1 - Tu-2 - Tu-4 - Tu-6 - Tu-8 - Tu-10 - Tu-12 - Tu-14
- Danh sách
  - Danh sách máy bay ném bom
  - Danh sách máy bay quân sự Liên bang Xô viết và CIS
- Xem thêm